# Telli
Pour les articles homonymes, voir Telli (homonymie).
Telli (persan : تلي romanisé en Tellī) est un village dans la province du Khorasan-e Razavi en Iran. Lors du recensement de 2006, sa population était de 354 habitants répartis dans 82 familles.